# 아프가니스탄 국영 방송
아프가니스탄 국영 방송 또는 RTA(페르시아어: تلویزیون ملی)는 아프카니스탄의 국영 방송이다. 1964년 개국한 아프가니스탄 최초의 텔레비전 채널이다. 아프가니스탄 라디오 텔레비전 (아프가니스탄 정부)의 소유이다.

## 2008 독점 연설 중계
RTA는 당시 아프가니스탄 대통령 하미드 카르자이가 참석한 아프가니스탄 군사 열병식에서 여러 명의 반란분자들이 암살 시도를 하려고 하였고, 상황 종료 몇분 이후 대통령이 전세계 생중계로 연설을 하였던 것을 단독 중계한 것으로 유명해졌다. 암살 시도는 아프간 국군에 의해 좌절당했다. 암살 시도의 현장도 RTA 시청자들에게 생중계되었고 국제 미디어들도 이를 보도하였다.

## 세계 진출
RTA는 2008년 1월 5일을 시작으로 유럽, 중동, 북아프리카 그리고 북아메리카에서 시청이 가능하였다. RTA의 방송 시간은 06:00부터 0:00 (아프가니스탄 기준) 이고, 01:30부터 19:30 협정 세계시와 일치한다. 이후 2008년, RTA는 24시간 채널이 되었고, 이는 시청자들이 국제적으로 더 편리한 시간에 시청이 가능케 하였다.